# 대지진 (2016년 영화)
《대지진》(Zemletryasenie, Earthquake)는 러시아 연방에서 제작된 사릭 안드레아시안 감독의 2016년 드라마 영화이다.

## 출연
- Sebastien Sisak - Didier, a cynologist
- Sabina Akhmedova - Gayane
- Konstantin Lavronenko - Konstantin Berezhnoy
- Artyom Bystrov - a hoistman
- Arsen Grigoryan - Ryzhiy
- Mariya Mironova - Anna Berezhnaya
- Michael Poghosian - Erem
- Mardjan Avetsiyan

## 박스오피스
박스오피스 모조에 따르면 지진은 전 소련 국가들과 러시아에서 3,600,000 달러의 수익을 거둬들였으며 KinoPoisk에 따르면 제작비는 200,000,000 루불(2016년 기준 대략 3,300,000 달러)이었다.

## 반응
러시아 매체에서 이 영화의 평가는 혼재되어 있으면서도 긍정적인 평가를 받았다.